# Trường phái lập thể của Séc
Trường phái lập thể của Séc, hay Chủ nghĩa lập thể Séc (được gọi chung là Cubo-Expressionism) trào lưu nghệ thuật avant-garde của những người Séc ủng hộ trường phái Lập thể, hoạt động chủ yếu ở Praha từ năm 1912 đến 1914. Praha có lẽ là trung tâm quan trọng nhất của trường phái lập thể ngoài Paris trước khi bắt đầu Thế chiến I.

## Các thành viên
Các thành viên của phong trào này nhận ra tầm quan trọng của chủ nghĩa lập thể ở Pablo Picasso và Georges Braque rồi cố gắng thể hiện một phần của trường phái trên những sản phẩm của họ ở tất cả các ngành nghề nghệ thuật sáng tạo: điêu khắc, hội họa, mỹ thuật ứng dụng và kiến trúc.

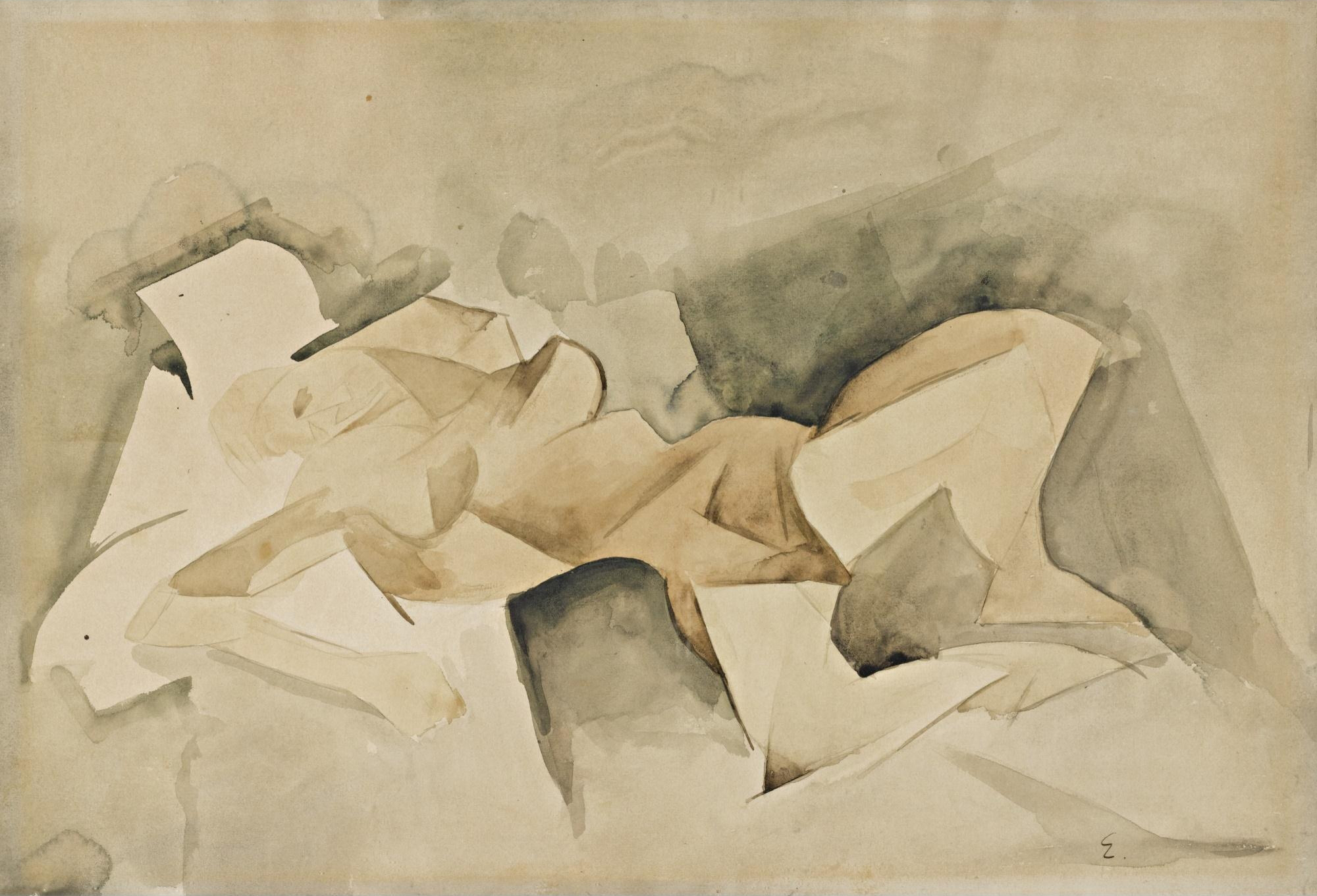
Emil Filla (1912) Khỏa thân, tô màu nước theo tỉ lệ 43,18 x 62,23 cm

Những người đáng chú ý nhất tham gia vào phong trào này là các họa sĩ František Kupka (người có hứng thú bắt nguồn từ trừu tượng hơn), Emil Filla, Bohumil Kubišta, Antonín Procházka, Vincenc Beneš, Josef Čapek, nhà điêu khắc Otto Gutfreund, nhà văn Karel Čapek và các kiến trúc sư Pavel Janák, Josef Gočár, Vlastislav Hofman và Josef Chochol. Nhiều người trong số các nghệ sĩ này là thành viên của Hiệp hội mỹ thuật Mánes. Một phân nhánh lớn trong nền kiền trúc Séc xảy ra sau năm 1912 khi nhiều nghệ sĩ avant-garde trẻ từ Jan Kotĕra và anh đã tự ý tách khỏi Hội Mánes. Những kiến trúc sư trẻ hợn có góc nhìn duy tâm hơn và phê phán chủ nghĩa duy lý hà khắc của các vị tổ tiên của họ, Otto Wagner và Kotĕra. Janák, Gočár và Hofman đã lập nen nhóm Skupina výtvarných umĕlců (nhóm nghệ sĩ tạo hình) và dựng nên một tạp chí cho nhóm mang tên Umĕlecký mĕsíčník (nghệ thuật hàng thángy).

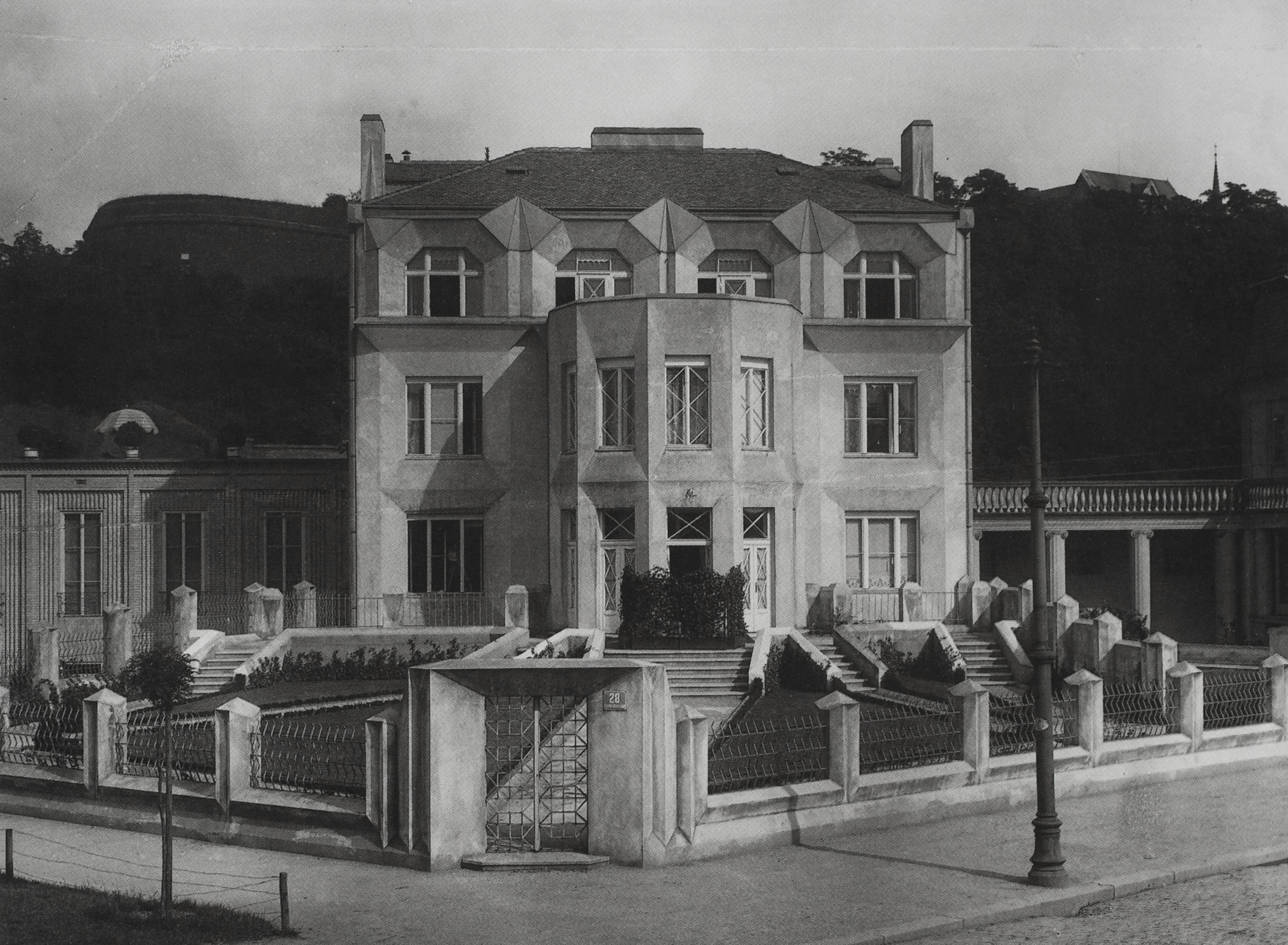
Biệt thự Kovařovicova thiết kế theo trường phái lập thể bởi Josef Chochol, Praha

Sau khi Tiệp Khắc ra đời vào năm 1918, lối kiến trúc lập thể của Séc đã dần dần phát triển thành chủ nghĩa lập thể luân khúc của Séc mang nhiều tính trang trí hơn, và chịu ảnh hưởng bởi các vật trang trí dân gian truyền thống để chào mừng sự phục hồi nền độc lập dân tộc của Séc.

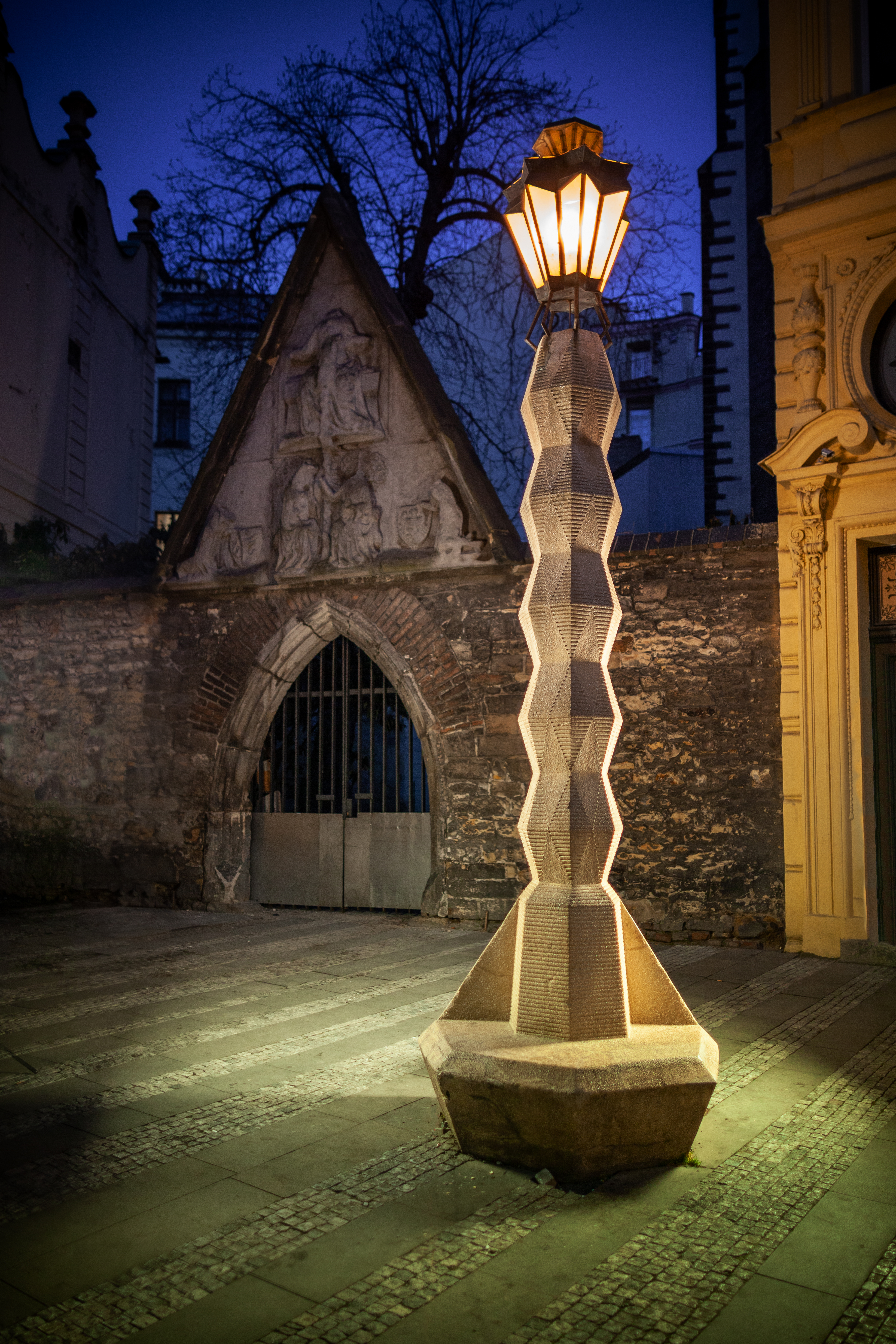
Chiếc đèn theo phong cách lập thể của Emil Králíček (1913), Quảng trường Jungmannovo náměstí (Praha)

## Khái niệm
Các nhà lập thể học của Séc đã phân biệt tác phẩm của họ thông qua xây dựng các điểm sắc, mặt phẳng cắt và hình dạng tinh thể trong các tác phẩm của họ. Những góc nhìn này cho phép các nhà lập thể học của Séc kết hợp màu sắc riêng của họ trong nhóm nghệ thuật avant-garde của chủ nghĩa hiện đại. họ tin rằng các đối tượng mang năng lượng bên trong chúng, thứ năng lượng ấy chỉ có được giải phóng bằng cách tách các bề mặt ngang và dọc, hạn chế thiết kế bảo thủ và "bỏ qua nhu cầu hồn người." Đây là cách để thoát khỏi nền nghệ thuật điển hình ở đầu thập niên 1900 ở châu Âu. Từ đó phát triển một trào lưu nghệ thuật mới, được gọi chung là chủ nghĩa biểu hiện-cubo; kết hợp mảnh vỡ hình thái từng thấy ở lập thể với nét đa cảm của chủ nghĩa biểu hiện.

## Thư viện ảnh

### Hội họa và điêu khắc

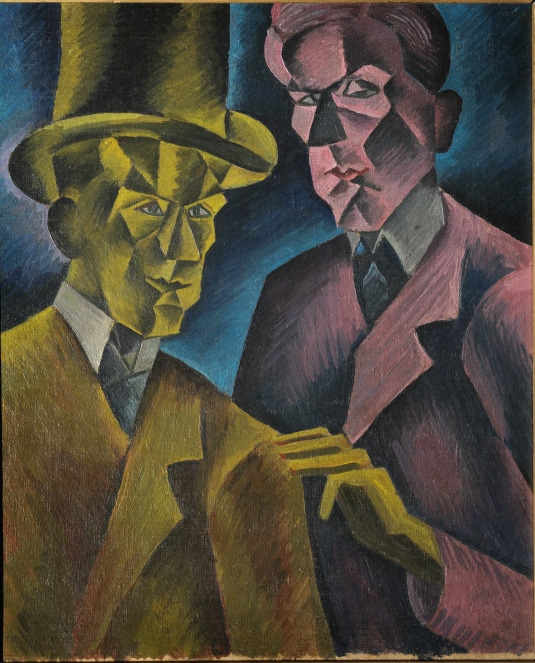
Bohumil Kubišta, 1911, Dvojnik
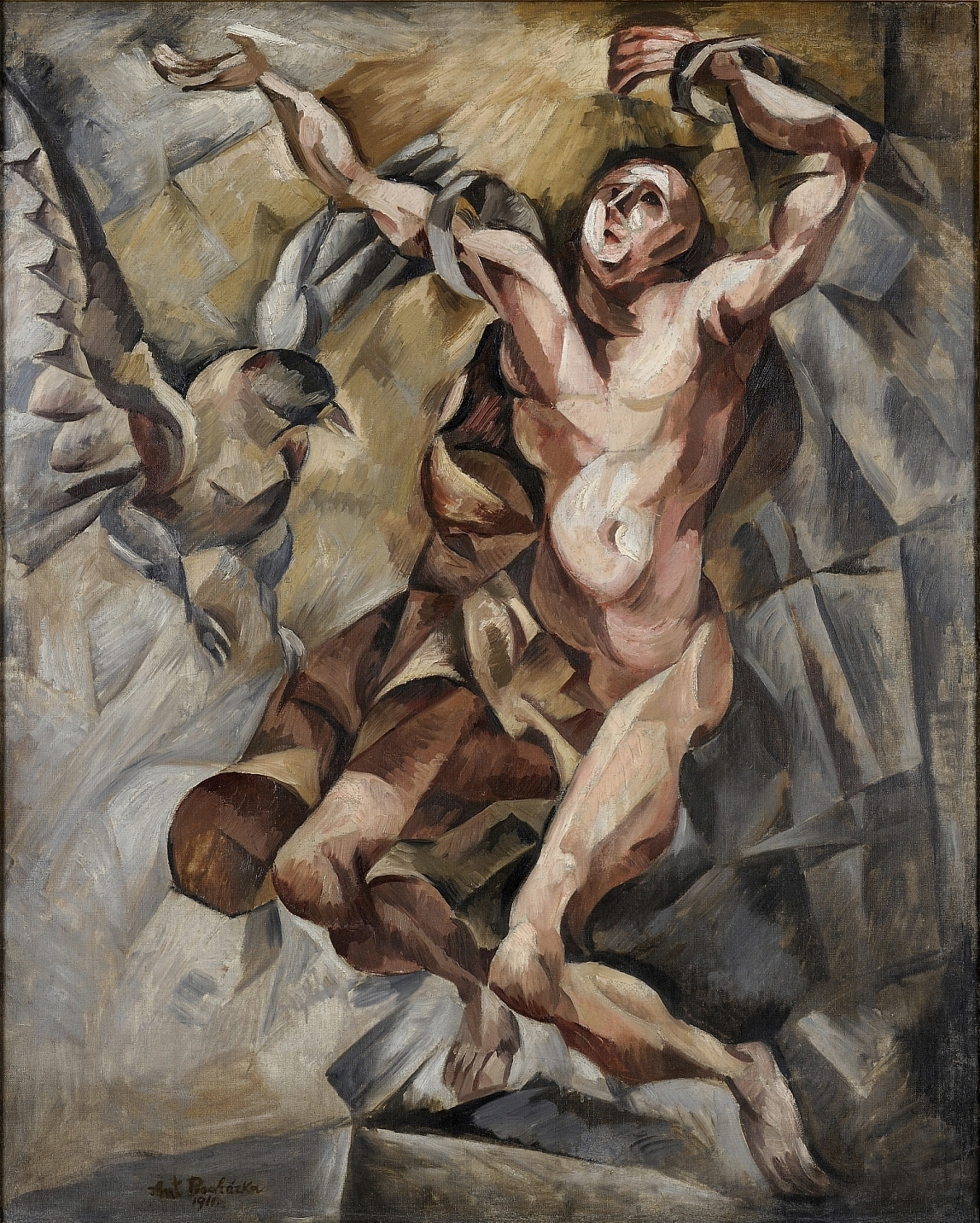
Antonín Procházka, 1911, Prometheus
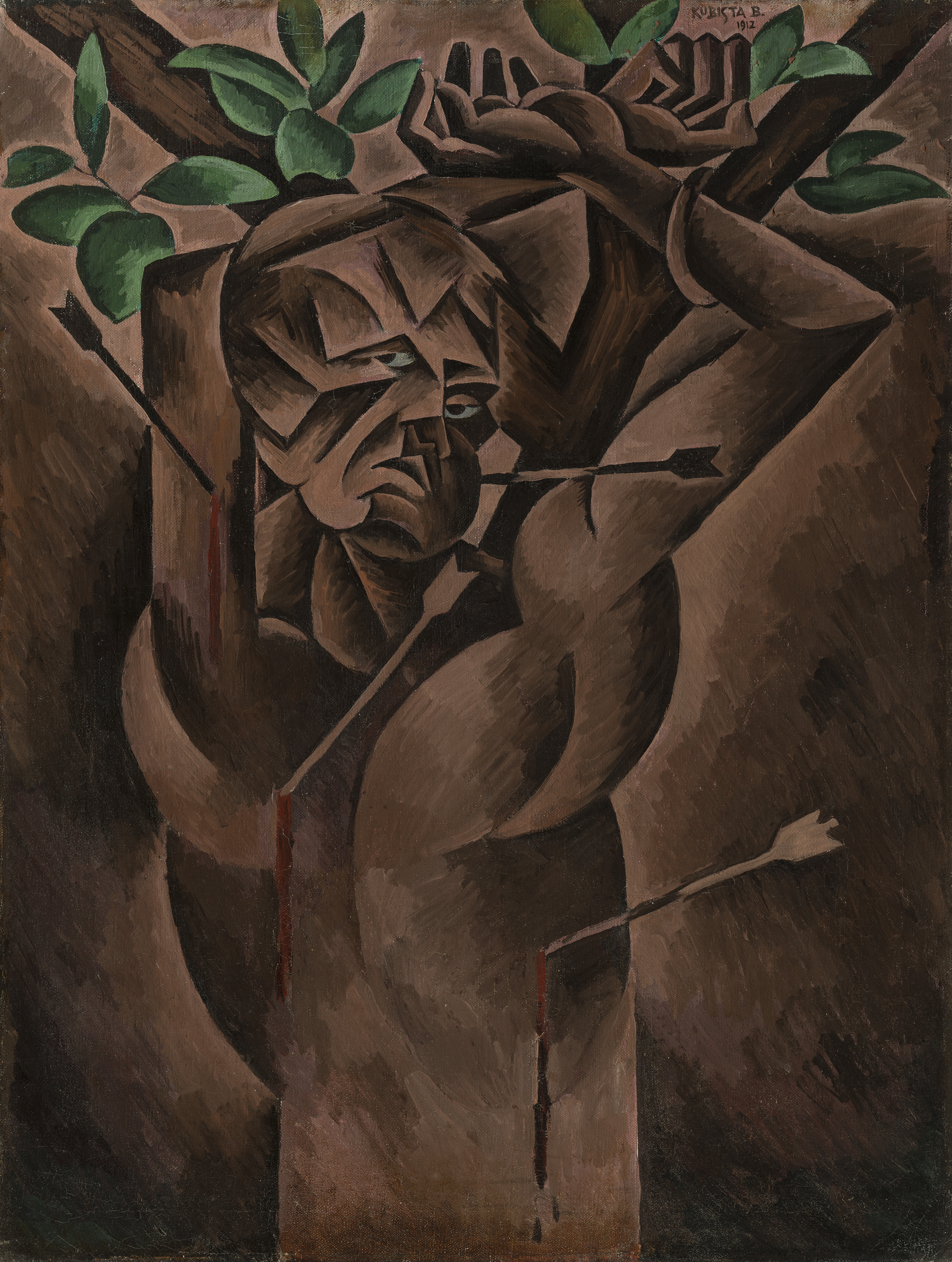
Bohumil Kubišta, 1912, Saint Sebastian, Phòng trưng bày Nghệ thuật Quốc gia Praha
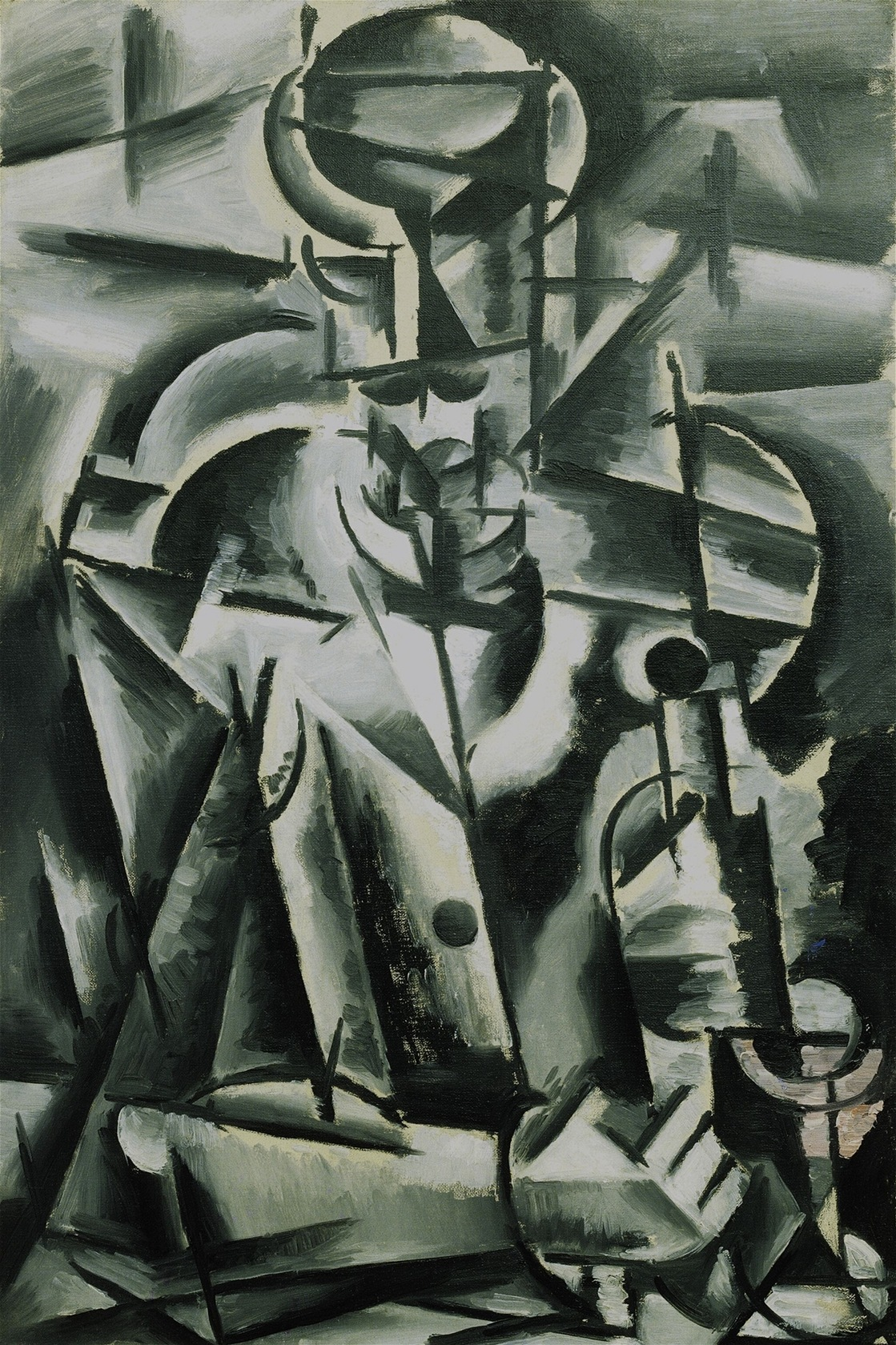
Josef Čapek, 1913, Piják
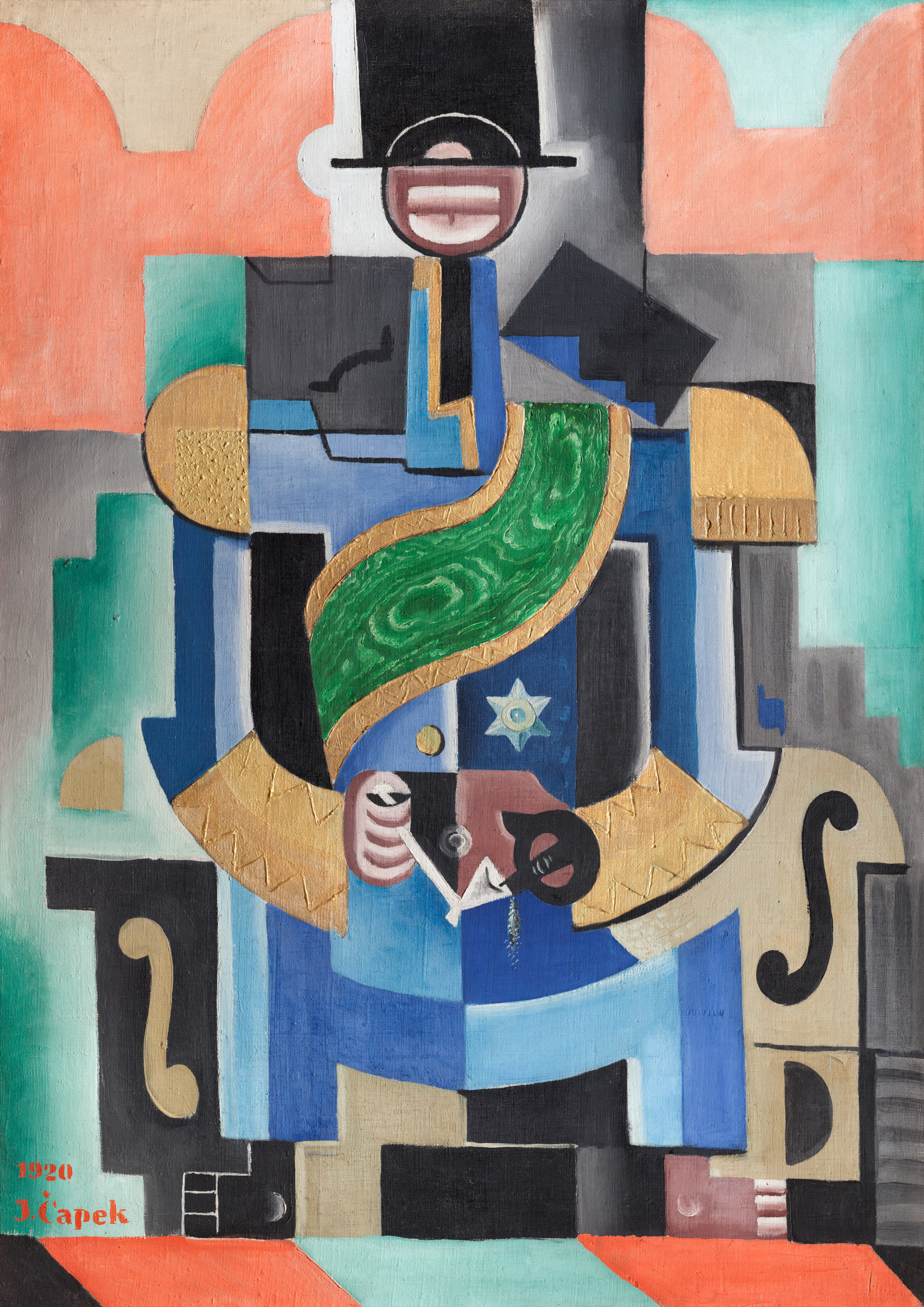
Josef Čapek, 1920, African King, Phòng trưng bày Nghệ thuật Quốc gia Praha
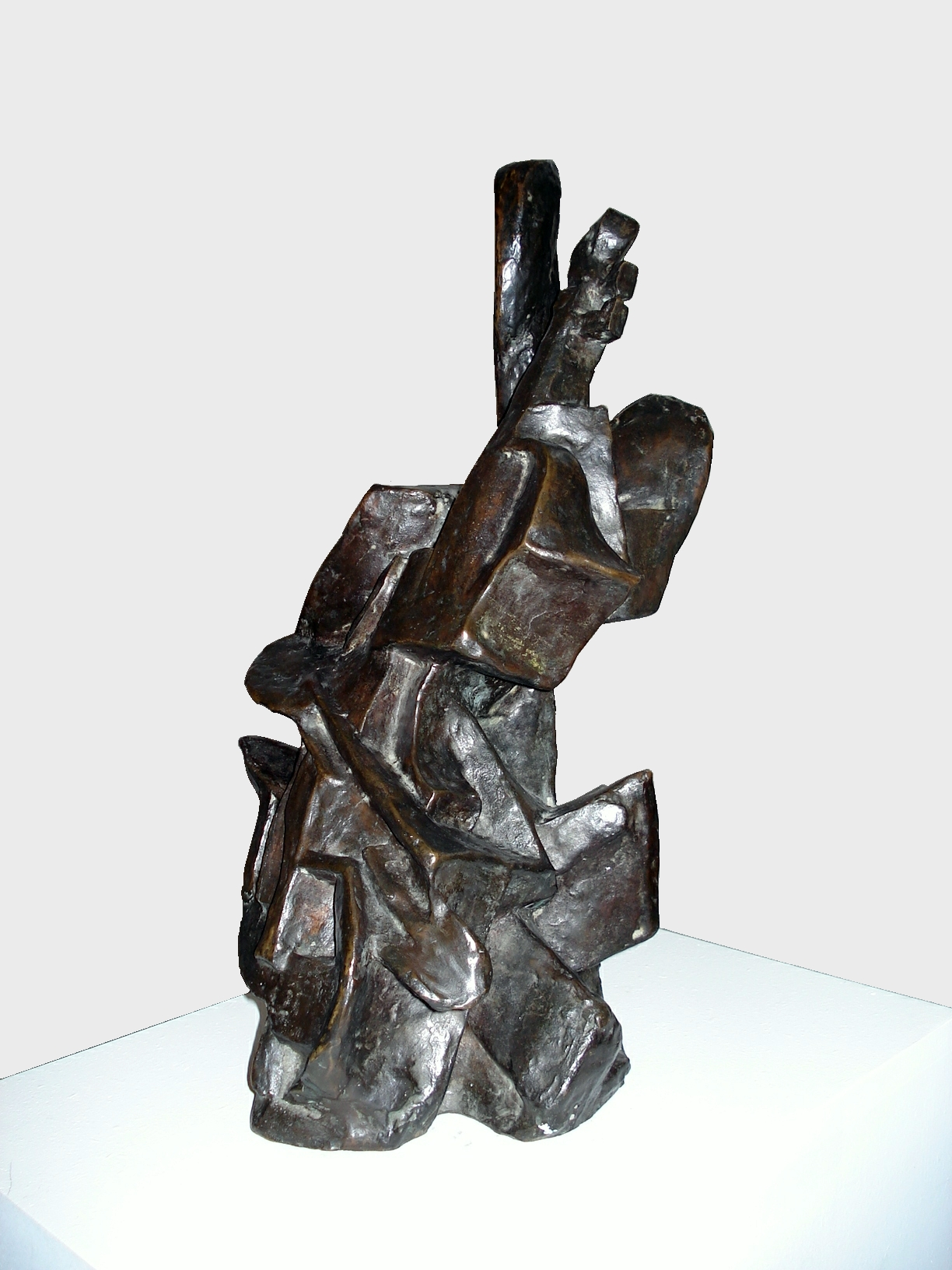
Otto Gutfreund, 1912–13, Cellista (Cello player), Bảo tàng Kampa, Praha

### Kiến trúc

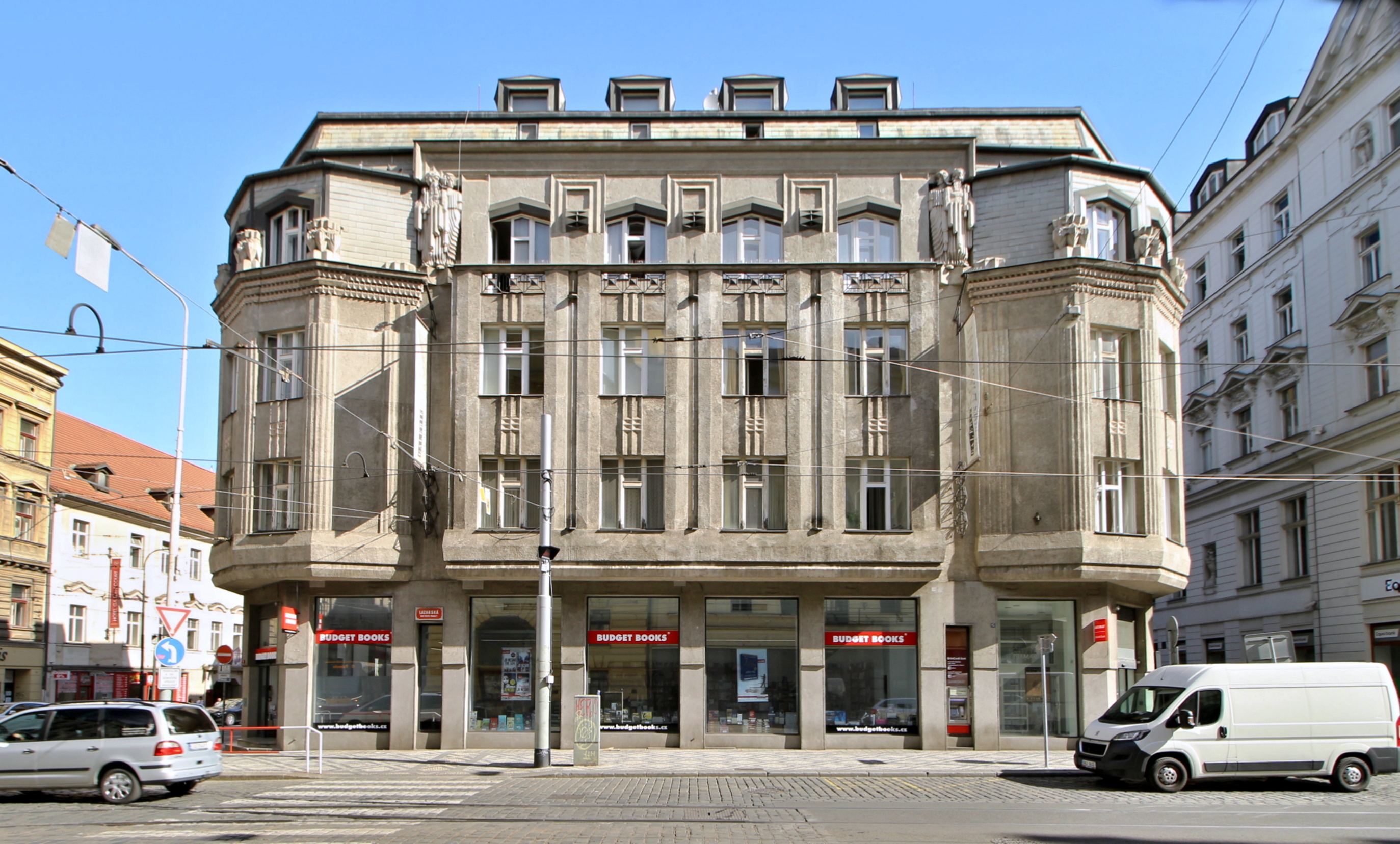
Cung điện Diamant của Emil Králíček (1912–1913)
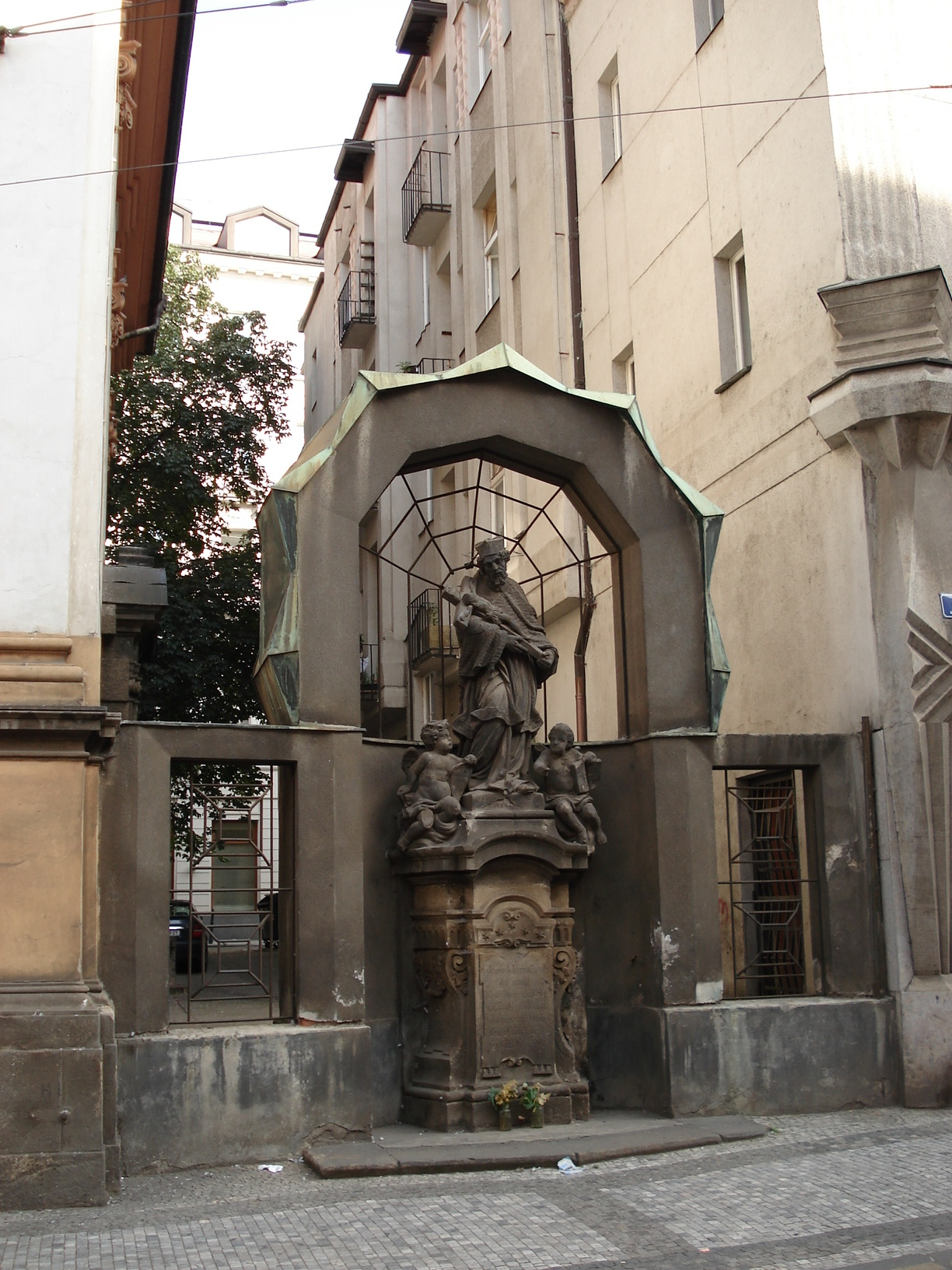
Vòm và tượng baroque, nằm kế bên Cung điện Diamant
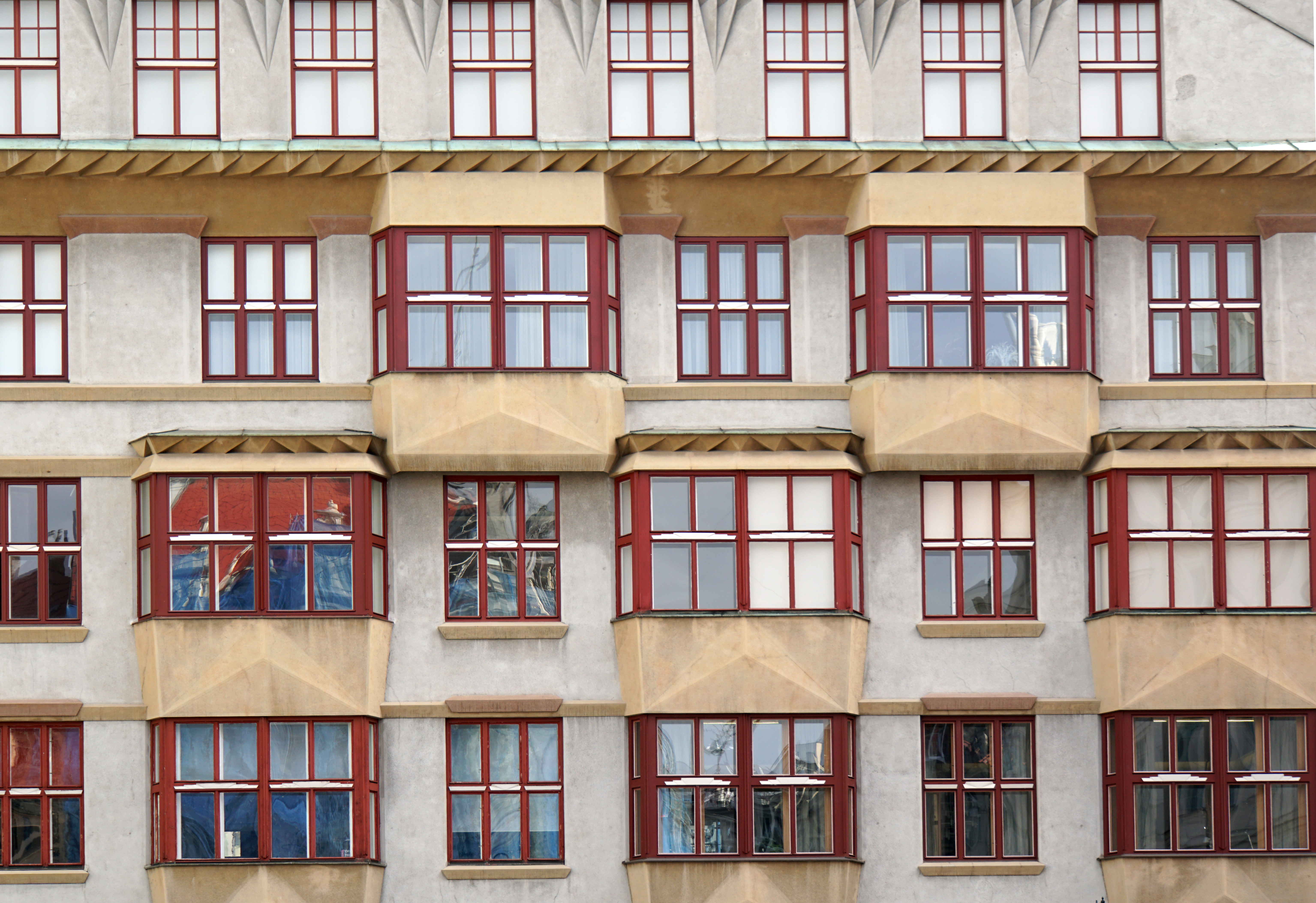
Mặt tiền của Otakar Novotný
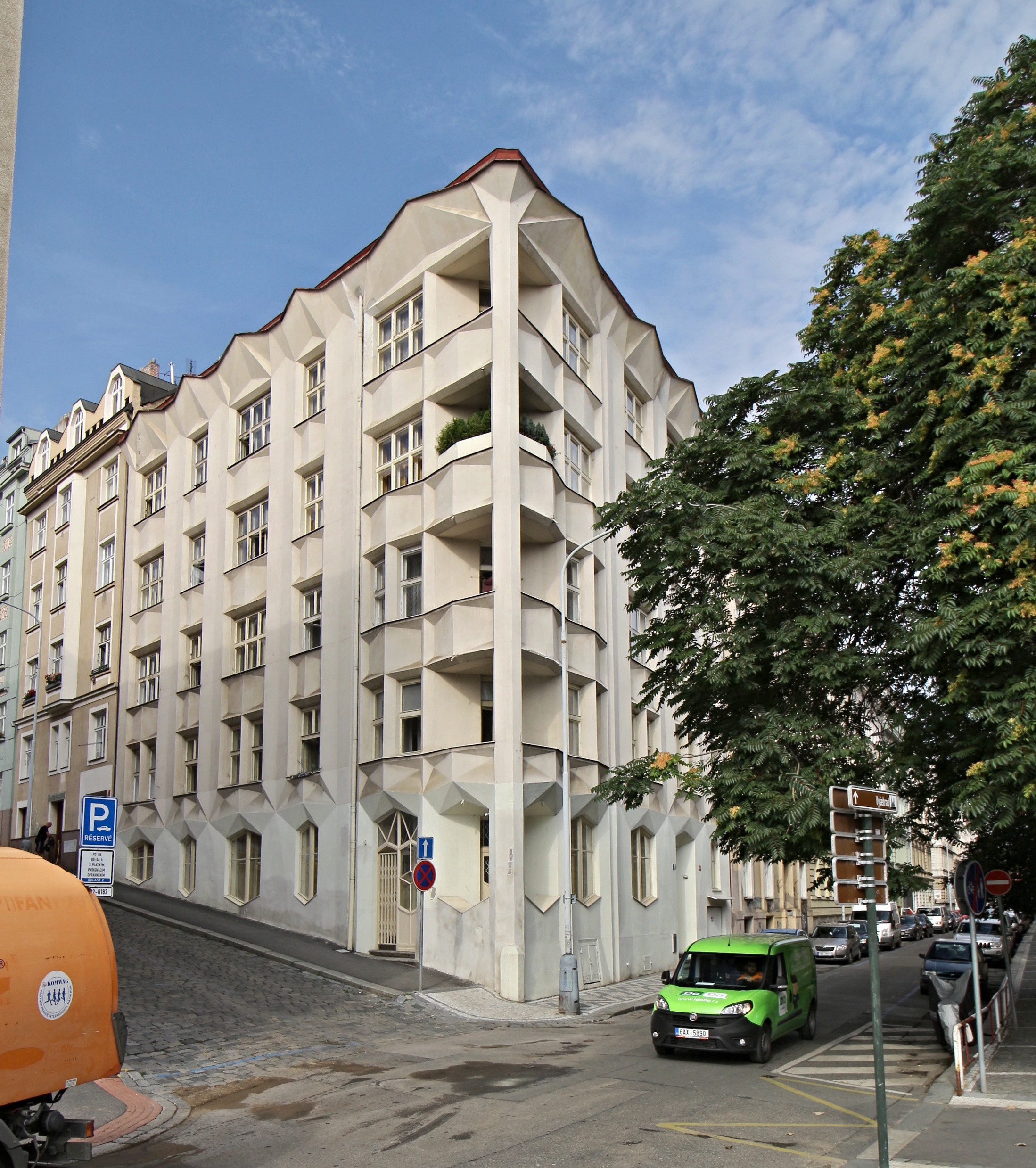
Tòa nhà chung cư lập thể, Vyšehrad č. p. 98, by Josef Chochol (1913–1914)
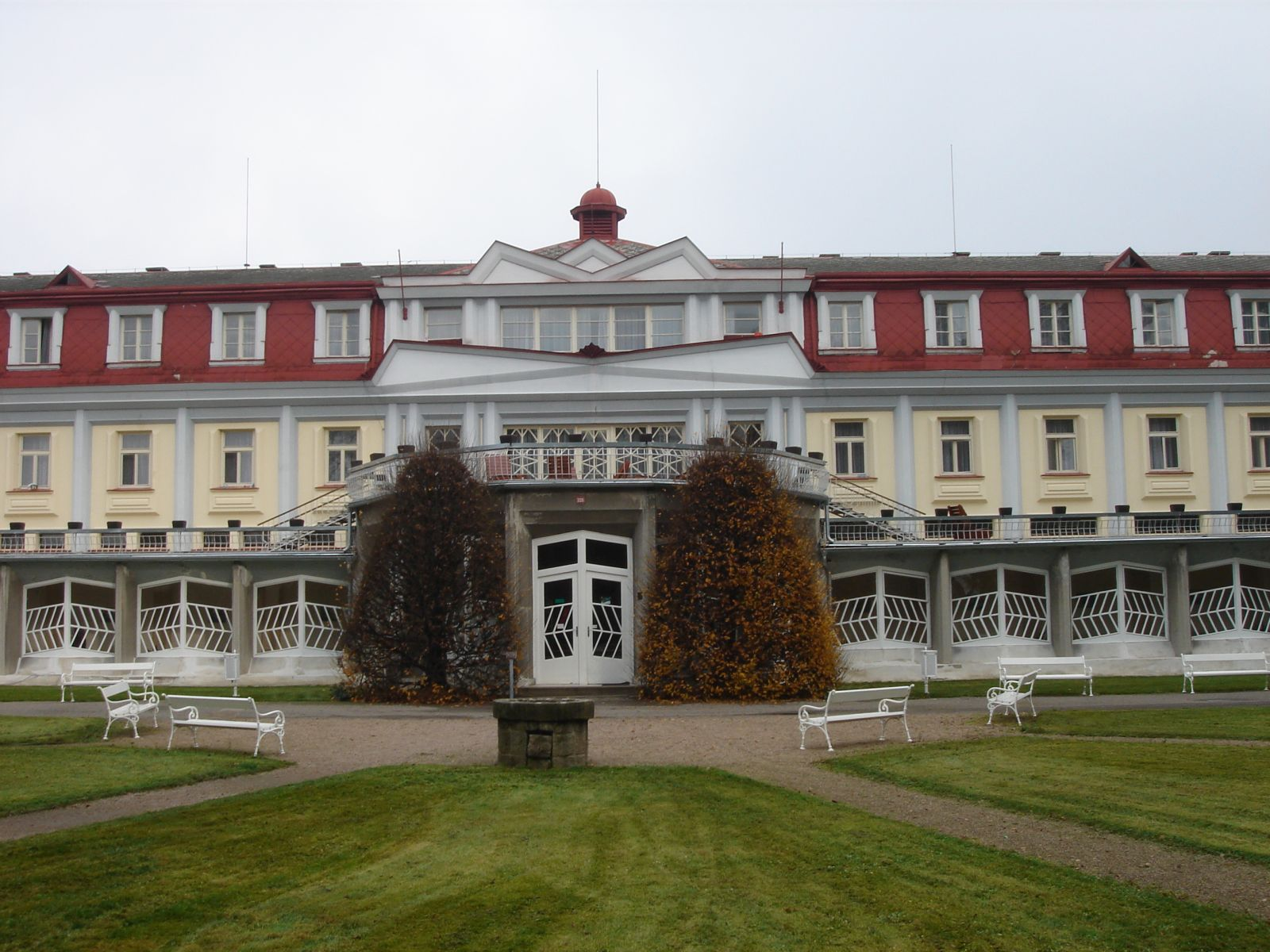
Phòng tắm nước nóng trong Lázně Bohdaneč của Josef Gočár (1911–1913)
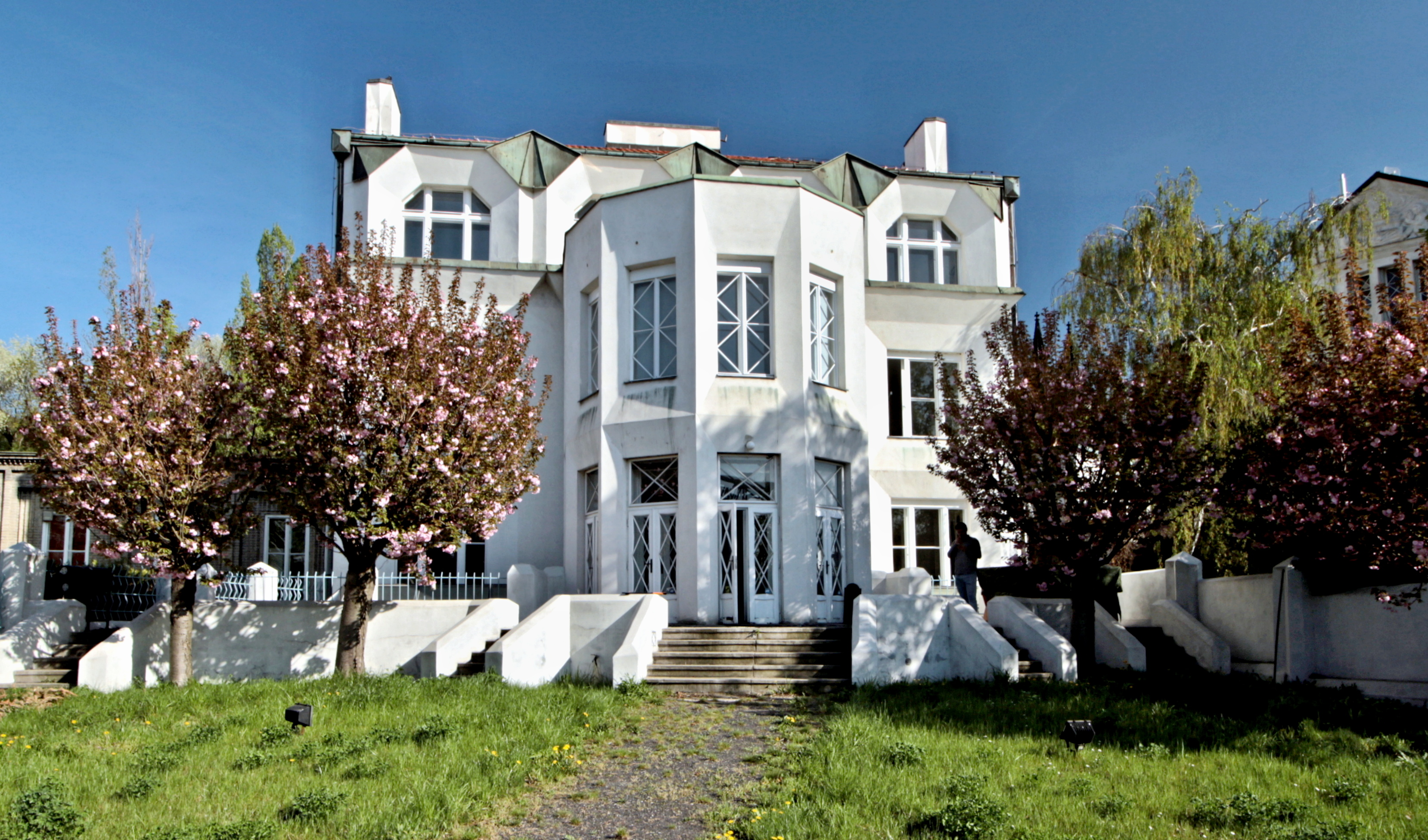
Biệt thự Kovařovicova của Chochol (1912–1913)
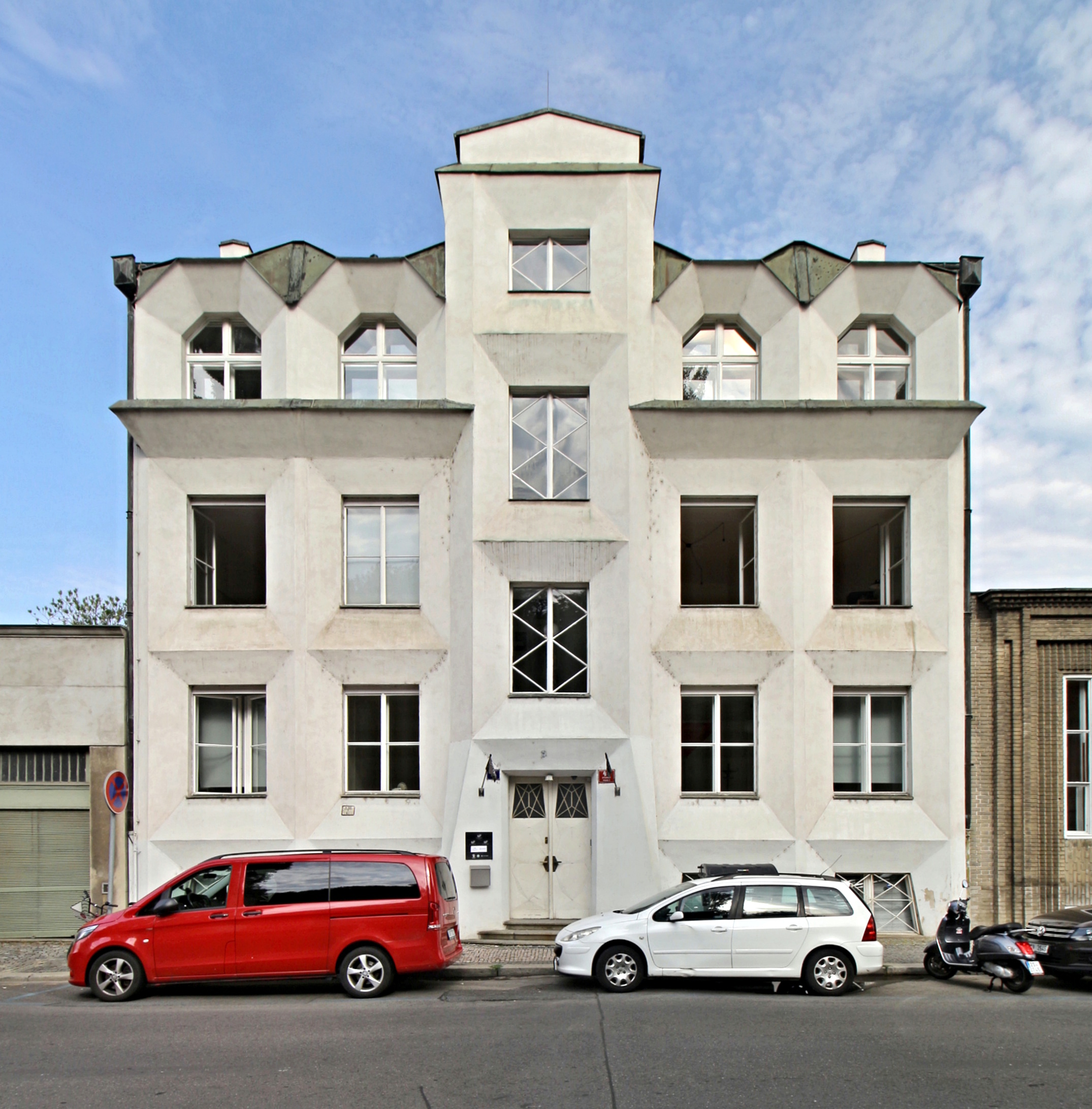
Biệt thự của Kovařovicova, đường phố
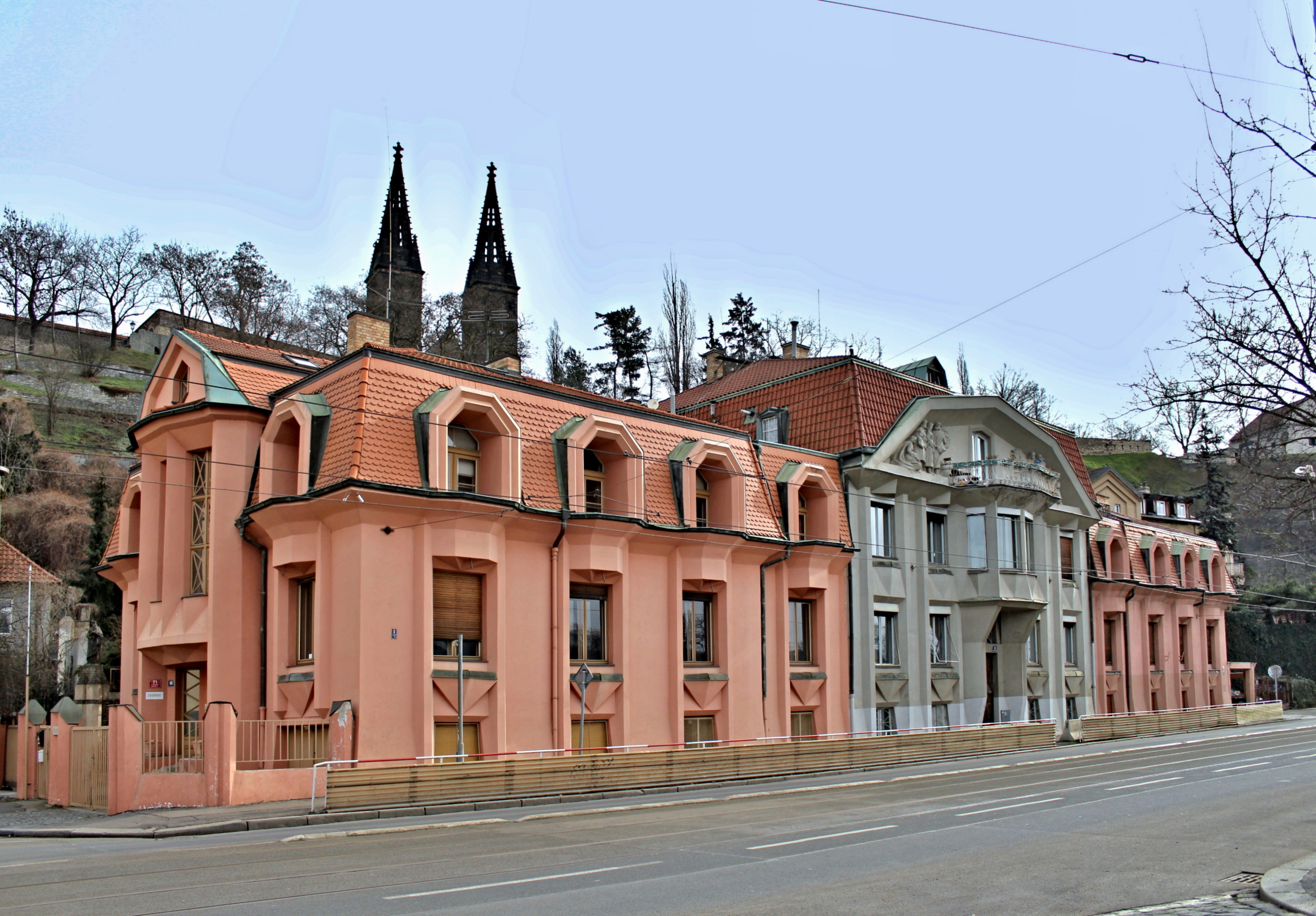
Tòa nhà lập thể của Chochol
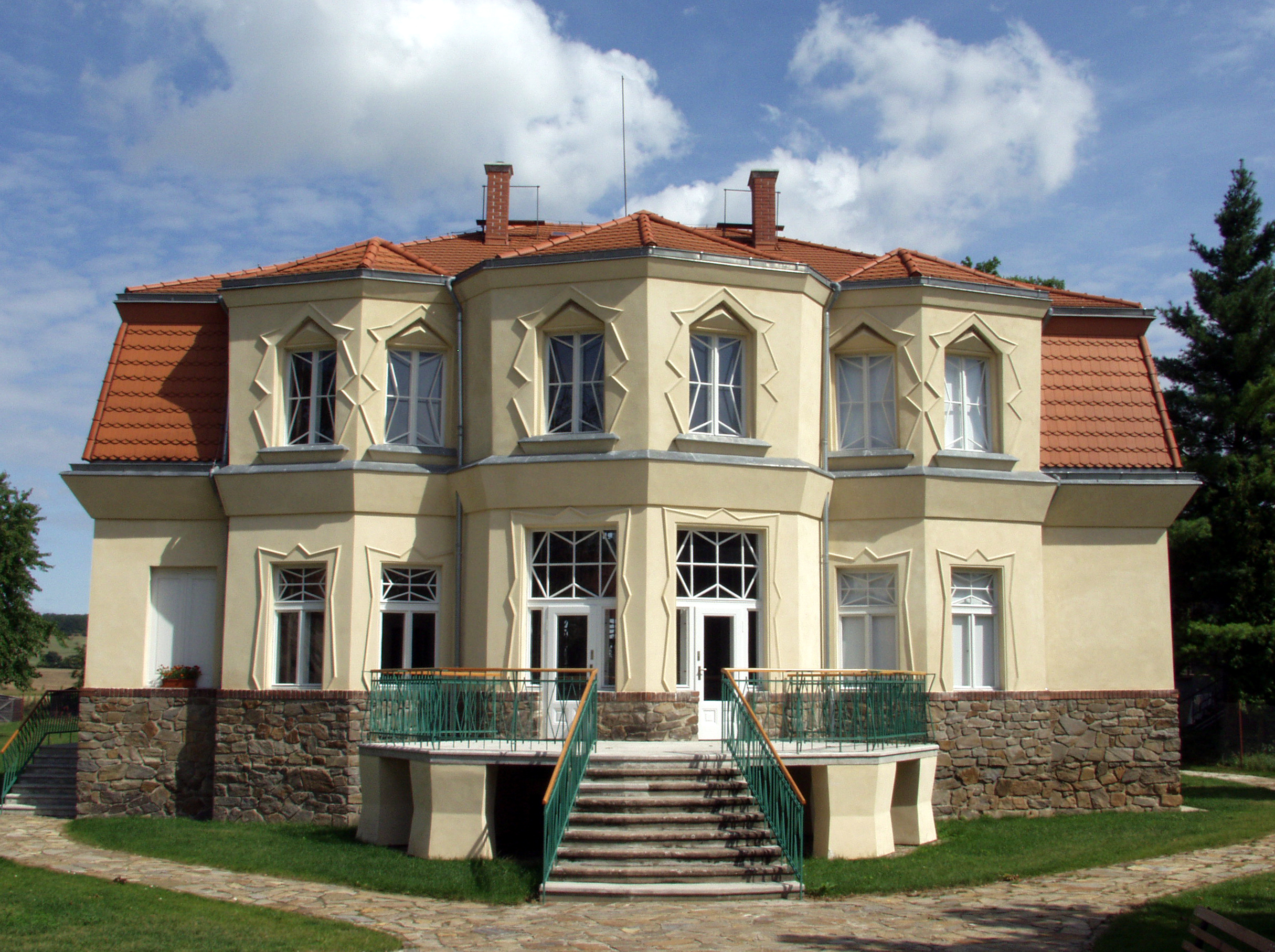
Biệt thự Bauer của Gočár (1912–1914)
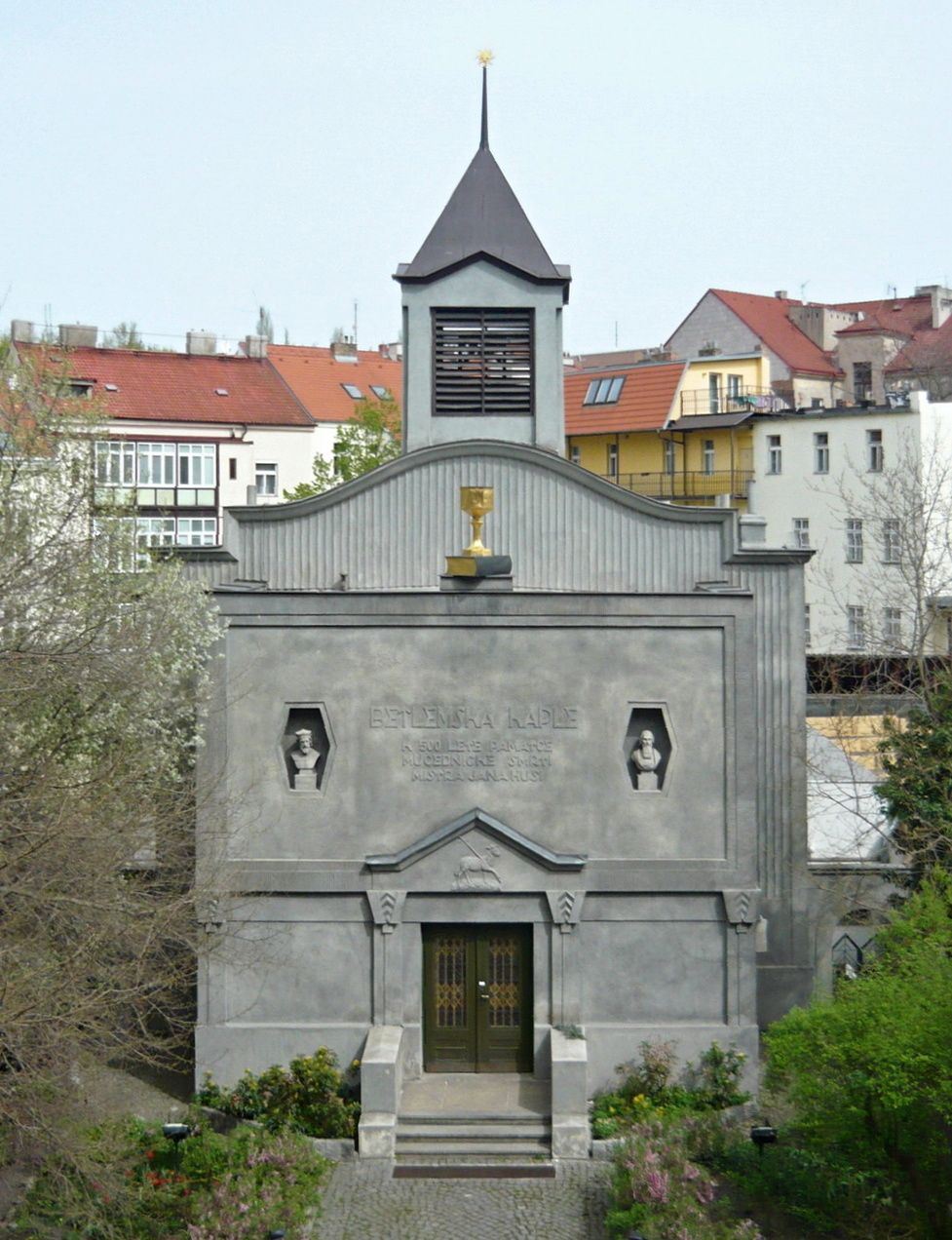
Nhà hát nhỏ lập thể của Králíček (1913–1914)